# Вендт, Александр Иванович фон
Александр Иванович фон Вендт (нем. Alexander Jakob von Wendt; 10 (21) ноября 1800, Сердоболь — 5 (17) января 1874, Соммарнес (Сомеро) — русский военный деятель.

## Биография
Сын военного врача в русской армии, надворного советника Йохана Якоба Адольфа Вендта (1758—1835), уроженца Любека, переселившегося в Сортавалу, где он служил окружным врачом, и его первой жены Анны Катарины Сундиус (1771—1821).
8 апреля 1816 стал капралом в 3-й роте 3-го батальона финского егерского полка. 3 августа 1816 был переведен в Сортавальскую роту Выборгского батальона того же полка. Фельдфебель (18.04.1819), подпоручик (4.02.1821), поручик (12.10.1821), с переводом в Кексгольмскую роту Выборгского батальона финского егерского полка (до 1819 3-й финский егерский полк). 25 марта 1825 был переведен в Иденсальмскую роту Куопиоского батальона финского егерского полка, а 21 мая 1826 стал адъютантом при штабе Выборгского батальона.
13 июля 1827 был переведен адъютантом в штаб финского учебного стрелкового батальона (с 1829 года — лейб-гвардии финский стрелковый батальон), а 28 ноября 1829 был назначен командиром 4-й роты этого батальона. Штабс-капитан (28.07.1830). Участвовал в подавлении польского восстания. 14 января 1832 назначен командиром 1-й роты батальона. Капитан (10.04.1832), подполковник (1.01.1834). 13 января 1834 переведен в штаб батальона. 9 марта 1838 назначен командиром лейб-гвардии финского стрелкового батальона. Полковник (26.10.1839).
7 апреля 1847 Вендту было пожаловано дворянство, а 18 мая 1848 его род был записан как фон Вендт в Финляндском Рыцарском Доме в качестве 213-й дворянской семьи.
3 апреля 1849 фон Вендт был произведен в генерал-майоры, а 6 декабря 1850 назначен командиром 2-й бригады 22-й пехотной дивизии в Гельсингфорсе. 26 февраля 1855 он был назначен командующим 22-й пехотной дивизии. Участвовал в Крымской войне. 30 августа 1857 произведен в генерал-лейтенанты и назначен начальником 22-й пехотной дивизии..
18 февраля 1862 вышел в отставку. В 1863—1864 годах был депутатом Финляндского сейма.

## Награды
- Орден Святой Анны 3-й ст. с бантом (13.04.1831)
- Орден Святого Владимира 4-й ст. с бантом (25.06.1831)
- Золотое оружие «За храбрость» (11.11.1831)
- Орден Святой Анны 2-й ст. (15.02.1832)
- Орден Святого Станислава 2-й ст. (31.12.1834)
- Императорская корона к ордену Святой Анны 2-й ст. (6.12.1842)
- Орден Святого Владимира 3-й ст. (6.12.1844)
- Орден Святого Георгия 4-й ст. за 25 лет службы (26.11.1848)
- Орден Святого Станислава 1-й ст. (9.01.1854)
- Орден Святой Анны 1-й ст. с мечами (13.01.1856)
- Императорская корона к ордену Святой Анны 1-й ст. (4.02.1860)

Медали и знаки:
- Знак отличия за военное достоинство 4-й ст. (1831)
- Медаль «За взятие приступом Варшавы» (1832)
- Светло-бронзовая медаль «В память войны 1853—1856» (1857)

## Семья
Даты по новому стилю
1-я жена (7.03.1837, Гельсингфорс): Анна Наталия Мерлин (21.05.1809, Выборг — 2.07.1849, Гельсингфорс), дочь директора канцелярии генерал-губернатора Карла Андерса Мерлина (1770—1855) и Амалии фон Саттлер (1784—1864), вдова капитана Августа Вильгельма Стуре
Дети:
- Александр Эдвард (17.01.1838—28.05.1875), капитан
- Наталия Аделаида (17.12.1840—23.11.1919)
- Константин (10.11.1842—25.03.1907), владелец фермы
- Фредрик Виллегард (19.11.1843—14.11.1891), полковник
- Катарина Амалия (17.04.1846—19.04.1846)
- ребенок, р. и ум. 4.04.1849

2-я жена (16.08.1850, Гельсингфорс): София Элизабет Мелартин (30.06.1819, Санкт-Каринс — 2.05.1866, Соммарнес), дочь архиепископа Эрика Габриэля Мелартина (1780—1847) и Наталии Софии Саттлер (ум. 1850)
Дети:
- Николай Вольдемар (3.11.1851—27.02.1917), судебный советник
- Ольга София Александра (12.12.1853—30.05.1933)